# 우치야마촌 (나가노현)
우치야마촌(内山村)은 나가노현 미나미사쿠군에 있던 촌이다. 현재의 사쿠시에 해당한다.

## 역사
- 1889년 4월 1일 - 정촌제 시행에 의해 우치야마촌이 단독으로 자치체를 형성하였다.
- 1956년 8월 1일 - 미나미사쿠군 구 나카고미정,  히라카촌과 합병해, 새로운 나카고미정이 성립하여, 동일 우치야마촌은 폐지되었다.

## 교통

### 도로
- 도미오카 가도 (현 국도 제254호선)

## 참고문헌
- 角川日本地名大辞典編纂委員会編『가도카와 일본 지명 대사전 20 長野県』角川書店、1990年。